# Иофам (сын Гедеона)
Иофам (ивр. יוֹתָם בֶּן גִּדְעוֹן‎, Йотам, евр. «Бог совершен») — в Библии имя младшего сына израильского судии Гедеона. Спасшись от кровожадности своего брата Авимелеха, желавшего провозгласить себя царем, с согласия сихемлян, он предсказал всем злодеям скорую гибель вследствие взаимной ссоры, взошедши на гору благословений Гаризим (поскольку был из потомков Иосифа) (Быт. 27:12) и выкрикивая с вершины слова притчи о деревьях.
Эта речь — первый пример такого рода речей в Библии (Суд. 9).